# アングレン

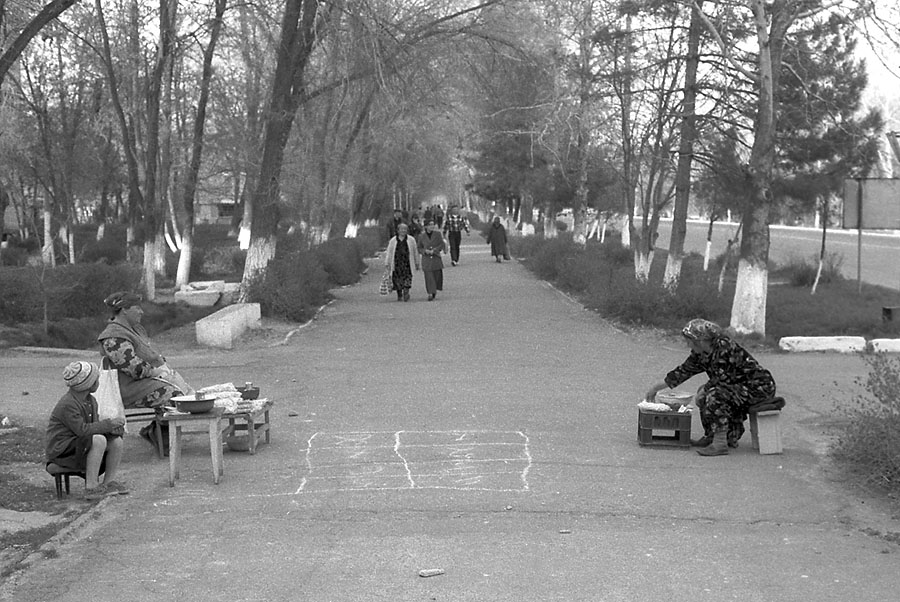
市中心部の様子 (1999年)

アングレン（ウズベク語: Angren / Ангрен、ロシア語: Ангрен）はウズベキスタン・タシュケント州の都市である。首都タシュケントより77km南東（道路では115km）にある。推定人口12万人。付近にはアングレン川が流れている。

## 概要
第二次世界大戦後、第372地区収容地区（グラーグ）が設置され、シベリア抑留によって連行されてきた日本人捕虜が移送、収容された。この日本人捕虜の強制労働によって街の基礎が作られ、1946年にタシュケント州の石炭産業の中心地として設立された。
2001年に設立され、アングレン火力発電所や石炭地下ガスによる電力事業を展開するJSCウズベクエネルゴ (Joint Stock Company Uzbekenergo) 傘下にある企業OJSCウズベクコール (Open Joint Stock Company Uzbekcoal) が採掘事業を行なっており、石炭の他、カオリナイトの産出量において国内最大量を誇る。現在も、褐炭鉱床の褐炭によるディーゼル燃料合成工場の建設が進められている。
市内には日本人墓地があり、2008年11月17日に平岡邁在ウズベキスタン共和国日本国特命全権大使が墓参している。

## 教育機関
- マフムード・カシュガル教育大学
- タシュケント州工科大学
- タシケント州アングレン市第14学校[13]
- タシケント州アングレン市第29学校[14]

## 交通
ウズベキスタン鉄道のアングレン駅が開通している。また、首都タシュケントからアングレンを通りパプまでアジアハイウェイ7号線が開通している。

## 人口構成
ウズベク人が主に居住している。少数民族は、割合の多い順に、タジク人、ロシア人、タタール人、ヴォルガ・ドイツ人、高麗人、カザフ人が生活している。

## 出身人物
- イリャス・ゼイトゥライェフ (1984- ) - ウズベキスタン代表サッカー選手
- アレクサンドル・ゲインリフ (1984- ) - ウズベキスタン代表サッカー選手
- エフゲニー・ポマザン (1989- ) - サッカー選手、現在はロシア国籍